# Kabinett Dusch
Das Kabinett Dusch  bildete vom 8. März 1905 bis zum 22. Dezember 1917 die Landesregierung von Baden.
| Amt                                                                | Name                                                      |
| ------------------------------------------------------------------ | --------------------------------------------------------- |
| Kabinetts- und Staatsminister als Präsident des Staatsministeriums | Alexander Freiherr von Dusch                              |
| Äußeres und großherzogliches Haus                                  | Adolf Freiherr Marschall von Bieberstein bis 19. Mai 1911 |
| Äußeres und großherzogliches Haus                                  | Alexander Freiherr von Dusch seit 19. Mai 1911            |
| Inneres                                                            | Karl Schenkel bis 23. April 1907                          |
| Inneres                                                            | Heinrich Freiherr von und zu Bodman seit 23. April 1907   |
| Justiz                                                             | Alexander Freiherr von Dusch                              |
| Kultus                                                             | Alexander Freiherr von Dusch bis 19. Mai 1911             |
| Kultus                                                             | Franz Böhm vom 19. Mai 1911 bis 30. Juni 1915             |
| Kultus                                                             | Wilhelm Hübsch seit 23. Juli 1915                         |
| Finanzen                                                           | Eugen Becker bis 22. Oktober 1906                         |
| Finanzen                                                           | Max Honsell seit 22. Oktober 1906 bis 1. Juli 1910        |
| Finanzen                                                           | Josef Nikolaus Rheinboldt seit 27. September 1910         |